# (8322) Kononovitch
(8322) Kononovitch, désignation internationale (8322) Kononovich, est un astéroïde de la ceinture principale.

## Description
(8322) Kononovitch est un astéroïde de la ceinture principale. Il fut découvert le 5 septembre 1978 à Naoutchnyï par Nikolaï Tchernykh. Il présente une orbite caractérisée par un demi-grand axe de 3,23 UA, une excentricité de 0,15 et une inclinaison de 1,8° par rapport à l'écliptique.

## Compléments